# مارینا بکه-رومانچوک
مارینا بکه-رومانچوک (اوکراینی: Мари́на Олександрівна Бех Романчу́к؛ زادهٔ ۱۸ ژوئیهٔ ۱۹۹۵) ورزشکار دو و میدانی اهل اوکراین است.
وی در مسابقات کشوری و بین‌المللی در مجموع برندهٔ ۱ مدال نقره و ۱ مدال برنز شده‌است.